# Serhado
Serhad Ayaz eller mer känd under sitt artistnamn Serhado, född 15 december 1984 i Stockholm, är en kurdisk-svensk rappare och låtskrivare. Serhado är också ett av de viktiga namnen inom kurdisk rap. 

## Biografi
Ayaz föddes i en familj med kurdiskt ursprung. Hans familj kommer från byn Narlı (kurdiska: Helex) i Midyat distriktet i Turkiets Mardin provins. Hans familj kom till Sverige på 1970-talet. Hans far dog när Serhad var 14 år gammal. 

## Karriär
Serhad började först i svensk rap. Han bestämde sig då för att rappa på sitt modersmål kurdiska. 
2007 släppte hon albumet "Xewna Jiyan (Hiphop bi Kurdi)" under Deutsch-Kurdisches Kulturstintut-etiketten. Serhado, som släppte sitt första album. Han släppte sitt andra album som heter "Xeyela Evîn" 2009. Låtarna 'Ez Kurdistan im' och 'Zimane Kurdi' på albumet väckte uppmärksamhet.
Han släppte albumet 'Bihuşta Xeyelan' 2013 och släppte inte ett album på ett tag. Han släppte låten 'Amedspor' tillsammans med den kurdiska sångaren Şehirban för den kurdiska sportklubben Amedspor. Serhado, som främst sjunger sånger på kurdiska, har några låtar på svenska. Serhad, som tog en paus från att släppa album, kom tillbaka med albumet "Ax" 2020.{

## Album
- Xewna Jiyan (2007)
- Xeyala Evîn (2009)
- Bihuşta Xeyalan (2013)
- Hêvî (2020)
- Ax (2021)
- Robîn (2021)